# Hassan Diab (homme d'État)
Hassane Diab
Pour les articles homonymes, voir Hassan Diab et Diab.
Hassan Diab, parfois orthographié Hassane Diab (en arabe : حسان دياب, Ḥassān Dyāb), né le 6 janvier 1959 à Beyrouth, est un homme d'affaires et homme d'État libanais, président du Conseil des ministres du 21 janvier 2020 au 10 septembre 2021.

## Biographie

### Carrière universitaire
Hassan Diab est professeur de génie informatique à la Faculté de génie et d’architecture de Maroun Semaan de l’American University of Beirut (AUB). 

### Carrière politique

#### Ministre de l'Éducation et de l'Enseignement supérieur
Hassan Diab est ministre de l'Éducation et de l'Enseignement supérieur de juin 2011 à février 2014 au sein du gouvernement de Najib Mikati. 

#### Président du Conseil des ministres
À la suite de la démission de Saad Hariri en raison des manifestations débutées en octobre 2019, Hassan Diab est nommé Premier ministre par le président de la République Michel Aoun, à l'issue des consultations des parlementaires libanais, le 19 décembre 2019, obtenant la majorité des suffrages soit 69 voix en sa faveur avec la constitution d'une nouvelle coalition formée par le Hezbollah, du mouvement Amal, du Courant patriotique libre. Le scrutin a été marqué par l’abstention de la majorité des députés sunnites et notamment du Courant du futur, du bloc de Najib Mikati ou encore des indépendants comme l’ancien président du Conseil Tammam Salam.
Hassan Diab forme son gouvernement le 21 janvier 2020 dans un contexte de contestations populaires. Il revendique « un gouvernement d'experts, non partisans, qui ne se laissent pas influencer par la politique et ses disputes ». La situation économique du pays continue de se détériorer. Début mars, endetté à hauteur de 81 milliards d'euros, le Liban se déclare en défaut de paiement. La livre libanaise a perdu 70 % de sa valeur en six mois. Des émeutes de la faim éclatent à Beyrouth et à Tripoli le 29 mars.
Les États-Unis font savoir qu'ils envisagent d'imposer des sanctions contre des personnalités faisant partie de la coalition politique soutenant le gouvernement de Hassan Diab, affirmant que « ce sont des alliés du Hezbollah ».
Le 8 août 2020, après les manifestations d'ampleur à Beyrouth consécutives aux explosions du 4 août 2020 au port de Beyrouth, et l'incendie du ministère des Affaires étrangères, Hassan Diab propose des élections législatives anticipées. Hassan Diab présente ensuite la démission de son gouvernement le 10 août 2020, soit six jours après les explosions. 
Moustapha Adib est désigné pour le remplacer le 31 août suivant. Celui-ci renonce à former un gouvernement le 26 septembre 2020, en raison des dissensions entre partis politiques concernant l'attribution des ministères. Saad Hariri annonce en octobre 2020 être « clairement candidat » à la formation d’un nouveau gouvernement. Saad Hariri est de nouveau été désigné président du Conseil des ministres après les consultations parlementaires contraignantes menées par le chef de l'État, Michel Aoun. Le 6 mars 2021, alors que Saad Hariri n'est toujours pas parvenu à former un gouvernement, Diab dénonce la situation de crise politique et économique et menace de cesser d'expédier les affaires courantes en quittant ses fonctions immédiatement,. En conflit avec le président Aoun concernant la répartition des postes ministériels, Saad Hariri renonce finalement à former un gouvernement le 15 juillet 2021, soit près de neuf mois après sa désignation. Le 10 septembre 2021, Najib Mikati, désigné président du Conseil le 27 juillet précédent à la suite de l'échec d'Hariri, parvient à former un gouvernement et succède officiellement à Hassan Diab, démissionnaire depuis plus d'un an,.
En octobre 2021, son nom apparaît aux côtés d'autres politiques libanais (Marwan Kheireddine, Najib Mikati, Muhammad Baasiri et Riad Salamé) dans l'affaire des évasions fiscales de Pandora Papers où il est stipulé que Diab a eu recours aux paradis fiscaux.